# Campylium pseudochrysophyllum
Campylium pseudochrysophyllum är en bladmossart som beskrevs av Hermann Johann O. Reimers 1931. Campylium pseudochrysophyllum ingår i släktet spärrmossor, och familjen Amblystegiaceae. Inga underarter finns listade i Catalogue of Life.